# Kodžadžik
Kodžadžik (makedonska: Коџаџик, turkiska: Kocacık) är en ort i kommunen Centar Župa i västra Nordmakedonien. Orten hade 146 invånare vid folkräkningen år 2021. Av invånarna i Kodžadžik uppgav alla en turkisk etnicitet (2021).